# Tomás Contte
Tomás Contte (né le 1er août 1998 à Zárate) est un coureur cycliste argentin, membre de l'équipe Aviludo-Louletano-Loulé. Il participe à des compétitions sur route et sur piste.

## Biographie
En 2016, Tomás Contte devient vice-champion du monde d'omnium dans la catégorie des juniors (moins de 19 ans). La même année, toujours chez les juniors, il est 25e des mondiaux sur route et dernier du contre-la-montre. L'année suivante, sur piste, il remporte deux médailles aux championnats panaméricains : l'argent de la course à l'américaine (avec Sebastián Trillini) et le bronze sur l'omnium. Aux Jeux sud-américains de 2018, il obtient également l'argent sur la course à l'américaine (avec Iván Ruiz). Il dispute cette année-là ses premiers mondiaux élites et prend la 22e place de l'omnium.
En 2019, il gagne sur route la huitième étape de la Doble Bragado en Argentine et la deuxième étape du Tour de Zamora en Espagne.
Il remporte trois étapes du Grand Prix Jornal de Notícias en 2022.

## Palmarès sur route

### Par année
- 2016
  -  Champion d'Argentine du contre-la-montre juniors
  - 2e du championnat d'Argentine sur route juniors
- 2019
  - 8e étape de la Doble Bragado
  - 2e étape du Tour de Zamora
  - 2e du Tour de Ségovie
  - 3e du championnat d'Argentine sur route espoirs
- 2021
  - Classement général du Grand Prix Abimota
  - 5e étape du Grande Prémio Douro Internacional
  - 4e étape du Grande Prémio Jornal de Notícias
  - 3e du Mémorial Bruno Neves
  - 3e du Grande Prémio Douro Internacional
- 2022
  - 4e, 5e et 7e étapes du Grande Prémio Jornal de Notícias
  - 2e de la Prova de Abertura
- 2023
  - Clássica de Santo Thyrso
- 2024
  - Prova de Abertura
  - 8e étape du Tour du Portugal
  - 3e de la Clássica Viana do Castelo
- 2025
  - 3e étape du Grande Prémio Douro Internacional
  - 2e de la Prova de Abertura

### Classements mondiaux
| Année                                 | 2019  | 2020  | 2021  | 2022 | 2023  | 2024  |
| ------------------------------------- | ----- | ----- | ----- | ---- | ----- | ----- |
| Classement mondial                    | 1093e | 1708e | 2339e | nc   | 1738e | 1797e |
| UCI America Tour                      | 143e  | 162e  | 395e  | nc   | nc    | nc    |
|                                       |       |       |       |      |       |       |
| Légende : nc = non classéSource : UCI |       |       |       |      |       |       |

## Palmarès sur piste

### Championnats du monde
- Apeldoorn 2018
  - 22e de l'omnium[1]
- Pruszków 2019
  - 21e de l'omnium

### Championnats du monde juniors
- Aigle 2016
  -  Médaillé d'argent de l'omnium

### Championnats panaméricains
- Couva 2017
  -  Médaillé d'argent de la course à l'américaine (avec Sebastián Trillini)
  -  Médaillé de bronze de l'omnium
- Aguascalientes 2018
  - Sixième de la poursuite par équipes (avec Rubén Ramos, Facundo Crisafulli et Iván Ruiz)[2].
  - Septième de l'omnium[3].
- Cochabamba 2019
  - Sixième de la poursuite par équipes (avec Rubén Ramos, Nicolás Tivani et Santiago Sánchez)[4].
- Lima 2021
  -  Médaillé de bronze de la poursuite par équipes
  -  Médaillé de bronze de l'omnium

### Jeux sud-américains
- Cochabamba 2018
  -  Médaillé d'argent de la course à l'américaine
- Asuncion 2022
  -  Médaillé d'or de l'omnium
  -  Médaillé d'or de l'américaine
  -  Médaillé d'argent de la poursuite par équipes

### Championnats nationaux
- 2019
  -  Champion d'Argentine de poursuite